# Estnische Sozialistische Sowjetrepublik
Die Estnische Sozialistische Sowjetrepublik (abgekürzt ESSR oder Estnische SSR; estnisch: Eesti Nõukogude Sotsialistlik Vabariik, abgekürzt Eesti NSV oder ENSV; russisch Эстонская ССР/ Estonskaja SSR) war von 1940 bis 1990 eine Unionsrepublik der Union der Sozialistischen Sowjetrepubliken auf dem Gebiet Estlands, das 1918 seine Unabhängigkeit vom Russischen Reich erlangt hatte, aber 1940 von der Sowjetunion annektiert wurde.

## Geschichte

### Vorgeschichte
Mit der Oktoberrevolution im November 1917 in Russland erlangte in Estland das Kriegs-Revolutionskomitee Estlands (Eestimaa Sõja-Revolutsioonikomitee) die Macht. Am 24. Februar 1918 wurde von demokratischen Kräften der bürgerlich orientierten Provisorischen Regierung Estlands die unabhängige Republik Estland ausgerufen. Im anschließenden Estnischen Freiheitskrieg gegen Sowjetrussland verteidigte Estland seine Selbständigkeit. Mit dem Friedensvertrag von Tartu vom 2. Februar 1920 musste Sowjetrussland die Selbständigkeit Estlands anerkennen.

### Besetzung Estlands durch die Sowjetunion und Zweiter Weltkrieg
Am 23. August 1939 unterzeichneten Vertreter der Sowjetunion und des Dritten Reichs einen Nichtangriffspakt, den sogenannten Hitler-Stalin-Pakt oder Ribbentrop-Molotow-Pakt, der Estland der sowjetischen Einflusssphäre zuteilte. Ab Juni 1940 wurde Estland von der Sowjetunion besetzt und am 6. August 1940 wurde die Estnische SSR ausgerufen, die Teilrepublik der Sowjetunion wurde. Die meisten Staaten der Welt (mit Ausnahme der späteren Warschauer-Pakt-Staaten) erkannten die Annexion der baltischen Staaten durch die Sowjetunion nicht an. Im Zuge der sowjetischen Machtübernahme kamen etwa 1750 Esten bei Widerstandsaktionen ums Leben und weitere 7450 wurden bei politischen Säuberungen getötet. Am 14. Juli 1941 wurden etwa 10.000 Esten in Arbeitslager nach Russland deportiert, von denen nur etwa die Hälfte überlebten. Weitere geplante Massendeportationen wurden durch den Überfall Nazideutschlands auf die Sowjetunion ab dem 22. Juni 1941 verhindert. Etwa 34.000 Esten wurden zwangsweise  in die Rote Armee eingezogen, wo sie größtenteils misstrauisch als „unsichere Kantonisten“ behandelt und drangsaliert wurden. Der deutsche Vormarsch nach Estland wurde zum Teil durch estnische Partisanen unterstützt, die aktiv die sich zurückziehende Rote Armee bekämpften. Die zahlenmäßig verhältnismäßig geringe jüdische Bevölkerung Estlands (im Verhältnis zu Lettland oder Litauen) floh größtenteils nach Zentralrussland. Nahezu alle etwa 1000 in Estland verbliebenen Juden wurden während der deutschen Besetzung in der Shoah ermordet. Außerdem kamen während der deutschen Besatzung etwa 6000 ethnische Esten zu Tode, meist Kommunisten oder Sympathisanten der Sowjetunion, die oft Racheaktionen estnischer Partisanen, der sogenannten Waldbrüder zum Opfer fielen. Viele Esten begrüßten die deutschen Armeen als Befreier und Zehntausende kollaborierten mit den deutschen Besatzern.

Im Frühjahr 1944 gelang der Roten Armee nach langen Kämpfen die Eroberung Narvas und später die Besetzung ganz Estlands. Der Rückzug der deutschen Armeen aus Estland begann mit dem 17. September 1944. Am 18. September 1944 ernannte Jüri Uluots, der amtierende provisorische Präsident Estlands, Otto Tief zum Premierminister. Seine Regierung wurde jedoch nach nur wenigen Tagen Amtszeit durch die einrückende Rote Armee abgesetzt. Etwa 70.000 Esten flohen vor der vorrückenden Roten Armee Richtung Westen, größtenteils nach Deutschland und nach Schweden. Die Estnische SSR wurde wieder eingerichtet und 1944/45 musste diese die Grenzgebiete von Iwangorod und Petschory an die Russische Sowjetrepublik abtreten.

### Massendeportationen und Partisanenkrieg 1944–1953

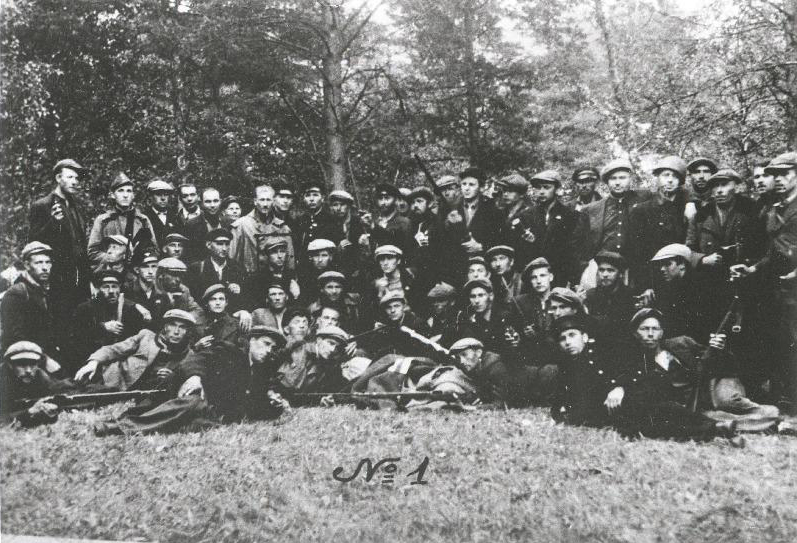
Estnische Partisanen (etwa 1950)

Nach der Wiederherstellung der Sowjetherrschaft entfaltete sich der stalinistische Terror in Estland. Es kam zu Massendeportationen von Esten, teilweise unter der Anschuldigung, Nazi-Kollaborateure gewesen zu sein, von sogenannten „Klassenfeinden“, oder auch aus reiner Willkür. Nach späteren estnischen Ermittlungen wurden in den Jahren 1945–1953 insgesamt 35.472 Personen aus Estland nach Russland deportiert, davon alleine 32.990 während der sogenannten Märzdeportationen im Jahr 1949. 566 der Deportierten waren ethnische Deutsche, die zum großen Teil kollektiv am 15. August 1945 abtransportiert wurden, und 312 waren religiöse Dissidenten, größtenteils Zeugen Jehovas, die am 1. April 1945 deportiert wurden. Mehrere Tausend Personen überlebten die Deportationen nicht. Die politische Repression in Estland forderte ebenfalls Tausende Menschenleben. In den Wäldern Estlands führten noch bis etwa Mitte der 1950er Jahre die Waldbrüder einen Partisanenkrieg gegen die Sowjetmacht.

### Stabilisierungsphase 1953 bis 1989
Nach dem Tod Stalins 1953 und mit Beginn der Tauwetter-Periode setzte eine wirtschaftliche und politische Stabilisierungsphase ein. Zur Zeit ihrer Zugehörigkeit zur Sowjetunion galt die ESSR als eine der wirtschaftlich am weitesten entwickelten Sowjetrepubliken mit einem der höchsten Lebensstandards. Letztlich geriet Estland unter sowjetischen Vorzeichen im Vergleich zu westlichen Ländern jedoch ins Hintertreffen. Vor der sowjetischen Besetzung 1940 befand sich das Land auf einem vergleichbaren wirtschaftlichen Entwicklungsstand wie Finnland. Im Jahr 2003, mehr als 10 Jahre nach der Wiedererlangung der Unabhängigkeit, lag das Pro-Kopf-Bruttoinlandsprodukt (BIP) Estlands bei nur einem Fünftel des Wertes von Finnland.

### Übergang zur Unabhängigkeit und Auflösung der ESSR 1989 bis 1991
Im Gefolge der politischen Wandlungen, die sich infolge der Politik der Perestroika und Glasnost unter der Führung von Generalsekretär Michail Gorbatschow in der Sowjetunion ergaben, lebten auch Unabhängigkeitsbestrebungen in den baltischen Republiken auf. Einen wichtigen Impuls zur Unabhängigkeit Estlands trug die sogenannte Singende Revolution bei. Auf dem Liederfest in Tallinn 1988 kamen insgesamt 300.000 Menschen zusammen und sangen die verbotene alte estnische Landeshymne Mu isamaa, mu õnn ja rõõm („Mein Vaterland, mein Glück und meine Freude“). Am 13. November 1989 erklärte der Oberste Sowjet der ESSR die Besetzung Estlands im Jahr 1940 für ungültig. Am 3. März 1991 wurde ein Referendum über die Unabhängigkeit des Landes abgehalten, bei dem 78,4 % für die Unabhängigkeit stimmten, bei einer Wahlbeteiligung von 82,9 %. Am 18. März 1990 wurde in demokratischer Weise ein neues Parlament gewählt und knapp zwei Wochen später, am 30. März 1990, erklärten die Abgeordneten mehrheitlich die Sowjetherrschaft in Estland für illegal. Am 8. Mai 1990 wurden nationale Symbole wie der Landesname und das Staatswappen wiederhergestellt und Teile der Verfassung von 1938 wieder in Kraft gesetzt.
Während des Augustputschs in Moskau vom 19. bis 21. August 1991 versammelten sich zahlreiche Aktivisten in Tallinn, um die Übernahme der zentralen Radio- und Fernsehstation auf dem Domberg in Tallinn durch die sowjetische 76. Garde-Luftsturm-Division zu verhindern. Gegen 23 Uhr am 20. August 1991 proklamierte das Parlament der ESSR in einer Resolution offiziell die Unabhängigkeit des Landes.
Als erstes Land der Welt erkannte Island am 22. August 1991 offiziell die Unabhängigkeit Estlands an. Schnell folgten weitere Staaten. Am 28. August 1991 nahm Deutschland die offiziellen diplomatischen Beziehungen zu Estland wieder auf. Am 29. August 1991 eröffnete Schweden als erstes Land eine Botschaft in Tallinn. Am 6. September 1991 erkannte auch die Sowjetunion die Unabhängigkeit der drei baltischen Republiken Estland, Lettland und Litauen offiziell an.

## Ethnische Zusammensetzung der Bevölkerung
In den Volkszählungen zeigte sich eine kontinuierliche Zunahme der slawischen Bevölkerungsteile, vor allem bedingt durch eine anhaltende Zuwanderung aus den anderen Unionsrepubliken, so dass die ethnischen Esten zum Ende der ESSR nur etwas mehr als 60 % der Bevölkerung ausmachten.
| Nationalität    | 1959      | 1959   | 1970      | 1970   | 1979      | 1979   | 1989      | 1989   |
| Nationalität    | Zahl      | %      | Zahl      | %      | Zahl      | %      | Zahl      | %      |
| --------------- | --------- | ------ | --------- | ------ | --------- | ------ | --------- | ------ |
| Esten           | 892 653   | 74,59  | 925 157   | 68,22  | 947 812   | 64,72  | 963 281   | 61,53  |
| Russen          | 240 227   | 20,07  | 334 620   | 24,68  | 408 778   | 27,91  | 474 834   | 30,33  |
| Ukrainer        | 15 769    | 1,32   | 28 086    | 2,07   | 36 044    | 2,46   | 48 271    | 3,08   |
| Belorussen      | 10 930    | 0,91   | 18 732    | 1,38   | 23 461    | 1,60   | 27 711    | 1,77   |
| Finnen          | 16 699    | 1,40   | 18 537    | 1,37   | 17 753    | 1,21   | 16 622    | 1,06   |
| Juden           | 5433      | 0,45   | 5282      | 0,39   | 4954      | 0,34   | 4613      | 0,29   |
| Tataren         | 1534      | 0,13   | 2204      | 0,16   | 3195      | 0,22   | 4058      | 0,26   |
| Deutsche        | 670       | 0,06   | 7850      | 0,58   | 3944      | 0,27   | 3466      | 0,22   |
| Letten          | 2888      | 0,24   | 3286      | 0,24   | 3963      | 0,27   | 3135      | 0,20   |
| Polen           | 2256      | 0,19   | 2651      | 0,20   | 2897      | 0,20   | 3008      | 0,19   |
| Litauer         | 1616      | 0,14   | 2356      | 0,17   | 2379      | 0,16   | 2568      | 0,16   |
| Armenier        | 648       | 0,05   | 604       | 0,04   | 845       | 0,06   | 1669      | 0,11   |
| Aserbaidschaner | 422       | 0,04   | 264       | 0,02   | 543       | 0,04   | 1238      | 0,08   |
| Tschuwaschen    | 312       | 0,03   | 602       | 0,04   | 804       | 0,05   | 1178      | 0,08   |
| andere          | 4734      | 0,40   | 5848      | 0,43   | 4529      | 0,31   | 10 010    | 0,64   |
| Gesamt          | 1 196 791 | 100,00 | 1 356 079 | 100,00 | 1 464 476 | 100,00 | 1 565 662 | 100,00 |

## Wahlen zum Obersten Sowjet der ESSR
Während der Zeit des Bestehens der ESSR fanden insgesamt 12 Wahlen zum Obersten Sowjet der ESSR statt. Bis 1978 erfolgten die Wahlen im Vierjahresabstand. Nachdem die Sowjetische Verfassung von 1977 für den Obersten Sowjet der UdSSR eine Legislatur von fünf Jahren festgeschrieben hatte, wurde dies auch in der ESSR so eingeführt. Die erste Wahl am 14.–15. Juli 1940 fand unter den Vorzeichen der Okkupation statt. Nach der estnischen Verfassung von 1937/1938 bestand das estnische Parlament (Riigikogu) aus zwei Kammern, dem „Staatsrat“ (Riiginõukogu) mit 40 ernannten Mitgliedern und dem Unterhaus (Riigivolikogu) mit 80 gewählten Mitgliedern. Die Wahl 1940 erfolgte formell als 2. Wahl zum Riigivolikogu. Zur Wahl war nur eine einzige Organisation, die „Estnische Union der Werktätigen“ (Eesti Töötava Rahva Liit, ETRL) zugelassen, die unter der Ägide der Besatzungsmacht gebildet worden war. Bei allen folgenden Wahlen waren dann wie in der übrigen Sowjetunion, nur noch Kandidaten des „Blocks der Kommunisten und parteilosen Kandidaten“ wählbar. Die erste Wahl, bei der es mehr Kandidaten als zu vergebende Mandate gab, waren die Nachwahlen im Herbst 1988, als vakant gewordene Sitze neu besetzt werden sollten, und die erste Wahl mit einer echten Wahlalternative, d. h. mehreren Kandidaten und verschiedenen politischen Plattformen, war die Wahl im März 1990. Diese Wahl ging für die Kommunistische Partei verloren und viele ihrer Parteigänger kehrten der Partei in der Folgezeit den Rücken.
| #  | Wahldatum         | Legislatur                          | Ergebnis    | Ergebnis   | Delegierte |
| #  | Wahldatum         | Legislatur                          | Beteiligung | Zustimmung | Delegierte |
| -- | ----------------- | ----------------------------------- | ----------- | ---------- | ---------- |
| 1  | 14.–15. Juli 1940 | 25. August 1940 – 16. Februar 1947  | 84,1 %      | 92,8 %     | 080        |
| 2  | 16. Februar 1947  | 16. Februar 1947 – 25. Februar 1951 | 99,33 %     | 96,17 %    | 100        |
| 3  | 25. Februar 1951  | 25. Februar 1951 – 27. Februar 1955 | 99,89 %     | 99,85 %    | 115        |
| 4  | 27. Februar 1955  | 27. Februar 1955 – 15. März 1959    | 99,81 %     | 99,82 %    | 125        |
| 5  | 15. März 1959     | 15. März 1959 – 17. März 1963       | 99,59 %     | 99,53 %    | 125        |
| 6  | 17. März 1963     | 17. März 1963 – 19. März 1967       | 99,55 %     | 99,53 %    | 178        |
| 7  | 19. März 1967     | 19. März 1967 – 13. Juni 1971       | 99,67 %     | 99,64 %    | 178        |
| 8  | 13. Juni 1971     | 13. Juni 1971 – 15. Juni 1975       | 99,82 %     | 99,78 %    | 183        |
| 9  | 15. Juni 1975     | 15. Juni 1975 – 24. Februar 1980    | 99,98 %     | 99,89 %    | 200        |
| 10 | 24. Februar 1980  | 24. Februar 1980 – 24. Februar 1985 | 99,99 %     | 99,89 %    | 285        |
| 11 | 24. Februar 1985  | 24. Februar 1985 – 18. März 1990    | 99,99 %     | 99,96 %    | 285        |
| 12 | 18. März 1990     | 18. März 1990 – 29. September 1992  | 71 %        | –*         | 105        |

*) Wahl von mehreren Kandidaten in Mehrpersonenwahlkreisen.

## Politische Führung

### Präsidium des Obersten Sowjets
Vorsitzende des Präsidiums des Obersten Sowjets der Estnischen SSR (Eesti NSV Ülemnõukogu Presiidiumi esimees)
- Johannes Vares (1940–1946)
- Nigol Andresen (1946–1947)
- Eduard Päll (1947–1950)
- August Jakobson (1950–1958)
- Johan Eichfeld (1958–1961)
- Aleksei Müürisepp (1961–1970)
- Aleksander Ansberg (1970)
- Artur Vader (1970–1978)
- Meta Vannas (geschäftsführend, 1978)
- Johannes Käbin (1978–1983)
- Arnold Rüütel (1983–1990)

### Vorsitzende des Ministerrats
Vorsitzende des Ministerrats der Estnischen SSR (Eesti NSV Ministrite Nõukogu esimees)
- Johannes Lauristin (1940–1941)
- Arnold Veimer (1944–1951)
- Aleksei Müürisepp (1951–1961)
- Valter Klauson (1961–1984)
- Bruno Saul (1984–1988)
- Indrek Toome (1988–1990)

## Hymne
Die Hymne der Estnischen Sozialistischen Sowjetrepublik, Lebe fort, Du starkes Volk der Kaleviden, stammt von Gustav Ernesaks (Musik) und Johannes Semper (Text).